# Danh sách tiểu hành tinh: 25201–25300
| Tên                  | Tên đầu tiên | Ngày phát hiện       | Nơi phát hiện                      | Người phát hiện                                  |
| -------------------- | ------------ | -------------------- | ---------------------------------- | ------------------------------------------------ |
| 25201 -              | 1998 SV140   | 16 tháng 9 năm 1998  | Socorro                            | LINEAR                                           |
| 25202 -              | 1998 SW140   | 16 tháng 9 năm 1998  | Socorro                            | LINEAR                                           |
| 25203 -              | 1998 SP143   | 18 tháng 9 năm 1998  | La Silla                           | E. W. Elst                                       |
| 25204 -              | 1998 SP144   | 20 tháng 9 năm 1998  | La Silla                           | E. W. Elst                                       |
| 25205 -              | 1998 SQ144   | 20 tháng 9 năm 1998  | La Silla                           | E. W. Elst                                       |
| 25206 -              | 1998 SX145   | 20 tháng 9 năm 1998  | La Silla                           | E. W. Elst                                       |
| 25207 -              | 1998 SY145   | 20 tháng 9 năm 1998  | La Silla                           | E. W. Elst                                       |
| 25208 -              | 1998 SK146   | 20 tháng 9 năm 1998  | La Silla                           | E. W. Elst                                       |
| 25209 -              | 1998 SO146   | 20 tháng 9 năm 1998  | La Silla                           | E. W. Elst                                       |
| 25210 -              | 1998 SE147   | 20 tháng 9 năm 1998  | La Silla                           | E. W. Elst                                       |
| 25211 -              | 1998 SU147   | 20 tháng 9 năm 1998  | La Silla                           | E. W. Elst                                       |
| 25212 Ayushgupta     | 1998 SU149   | 16 tháng 9 năm 1998  | Socorro                            | LINEAR                                           |
| 25213 -              | 1998 SP159   | 16 tháng 9 năm 1998  | Socorro                            | LINEAR                                           |
| 25214 -              | 1998 SS162   | 16 tháng 9 năm 1998  | Socorro                            | LINEAR                                           |
| 25215 -              | 1998 SC164   | 18 tháng 9 năm 1998  | La Silla                           | E. W. Elst                                       |
| 25216 Enricobernardi | 1998 TU1     | 10 tháng 10 năm 1998 | Pleiade                            | Pleiade                                          |
| 25217 -              | 1998 TX1     | 13 tháng 10 năm 1998 | Reedy Creek                        | J. Broughton                                     |
| 25218 -              | 1998 TZ1     | 13 tháng 10 năm 1998 | Reedy Creek                        | J. Broughton                                     |
| 25219 -              | 1998 TM5     | 13 tháng 10 năm 1998 | Đài thiên văn Zvjezdarnica Višnjan | K. Korlević                                      |
| 25220 -              | 1998 TQ6     | 15 tháng 10 năm 1998 | Reedy Creek                        | J. Broughton                                     |
| 25221 -              | 1998 TJ10    | 12 tháng 10 năm 1998 | Kitt Peak                          | Spacewatch                                       |
| 25222 -              | 1998 TT13    | 13 tháng 10 năm 1998 | Kitt Peak                          | Spacewatch                                       |
| 25223 -              | 1998 TT26    | 14 tháng 10 năm 1998 | Kitt Peak                          | Spacewatch                                       |
| 25224 -              | 1998 TD27    | 14 tháng 10 năm 1998 | Kitt Peak                          | Spacewatch                                       |
| 25225 -              | 1998 TN30    | 10 tháng 10 năm 1998 | Anderson Mesa                      | LONEOS                                           |
| 25226 -              | 1998 TP30    | 10 tháng 10 năm 1998 | Anderson Mesa                      | LONEOS                                           |
| 25227 -              | 1998 TQ30    | 10 tháng 10 năm 1998 | Anderson Mesa                      | LONEOS                                           |
| 25228 -              | 1998 TR30    | 10 tháng 10 năm 1998 | Anderson Mesa                      | LONEOS                                           |
| 25229 -              | 1998 TV30    | 10 tháng 10 năm 1998 | Anderson Mesa                      | LONEOS                                           |
| 25230 -              | 1998 TT31    | 11 tháng 10 năm 1998 | Anderson Mesa                      | LONEOS                                           |
| 25231 -              | 1998 TW32    | 14 tháng 10 năm 1998 | Anderson Mesa                      | LONEOS                                           |
| 25232 -              | 1998 TN33    | 14 tháng 10 năm 1998 | Anderson Mesa                      | LONEOS                                           |
| 25233 -              | 1998 TD34    | 14 tháng 10 năm 1998 | Anderson Mesa                      | LONEOS                                           |
| 25234 -              | 1998 TW34    | 14 tháng 10 năm 1998 | Anderson Mesa                      | LONEOS                                           |
| 25235 -              | 1998 UC3     | 20 tháng 10 năm 1998 | Caussols                           | ODAS                                             |
| 25236 -              | 1998 UT6     | 18 tháng 10 năm 1998 | Gekko                              | T. Kagawa                                        |
| 25237 Hurwitz        | 1998 UG7     | 20 tháng 10 năm 1998 | Prescott                           | P. G. Comba                                      |
| 25238 -              | 1998 UJ7     | 21 tháng 10 năm 1998 | Đài thiên văn Zvjezdarnica Višnjan | K. Korlević                                      |
| 25239 -              | 1998 UB8     | 23 tháng 10 năm 1998 | Višnjan Observatory                | K. Korlević                                      |
| 25240 Qiansanqiang   | 1998 UO8     | 16 tháng 10 năm 1998 | Xinglong                           | Chương trình tiểu hành tinh Bắc Kinh Schmidt CCD |
| 25241 -              | 1998 UF14    | 23 tháng 10 năm 1998 | Kitt Peak                          | Spacewatch                                       |
| 25242 -              | 1998 UH15    | 20 tháng 10 năm 1998 | Granville                          | R. G. Davis                                      |
| 25243 -              | 1998 UQ15    | 23 tháng 10 năm 1998 | Đài thiên văn Zvjezdarnica Višnjan | K. Korlević                                      |
| 25244 -              | 1998 UV15    | 24 tháng 10 năm 1998 | Višnjan Observatory                | K. Korlević                                      |
| 25245 -              | 1998 UW18    | 16 tháng 10 năm 1998 | Višnjan Observatory                | K. Korlević                                      |
| 25246 -              | 1998 UX18    | 16 tháng 10 năm 1998 | Višnjan Observatory                | K. Korlević                                      |
| 25247 -              | 1998 UW19    | 23 tháng 10 năm 1998 | Višnjan Observatory                | K. Korlević                                      |
| 25248 -              | 1998 UX19    | 24 tháng 10 năm 1998 | Višnjan Observatory                | K. Korlević                                      |
| 25249 -              | 1998 UV22    | 31 tháng 10 năm 1998 | Gekko                              | T. Kagawa                                        |
| 25250 -              | 1998 UX23    | 17 tháng 10 năm 1998 | Anderson Mesa                      | LONEOS                                           |
| 25251 -              | 1998 UL25    | 18 tháng 10 năm 1998 | La Silla                           | E. W. Elst                                       |
| 25252 -              | 1998 UC26    | 18 tháng 10 năm 1998 | La Silla                           | E. W. Elst                                       |
| 25253 -              | 1998 UV29    | 18 tháng 10 năm 1998 | La Silla                           | E. W. Elst                                       |
| 25254                | 1998 UM32    | 29 tháng 10 năm 1998 | Xinglong                           | Chương trình tiểu hành tinh Bắc Kinh Schmidt CCD |
| 25255 -              | 1998 UX32    | 28 tháng 10 năm 1998 | Socorro                            | LINEAR                                           |
| 25256 Imbrie-Moore   | 1998 UG34    | 28 tháng 10 năm 1998 | Socorro                            | LINEAR                                           |
| 25257 Elizmakarron   | 1998 UF42    | 28 tháng 10 năm 1998 | Socorro                            | LINEAR                                           |
| 25258 Nathaniel      | 1998 VU      | 7 tháng 11 năm 1998  | Kleť                               | M. Tichý, J. Tichá                               |
| 25259 -              | 1998 VK4     | 11 tháng 11 năm 1998 | Caussols                           | ODAS                                             |
| 25260                | 1998 VN5     | 8 tháng 11 năm 1998  | Nachi-Katsuura                     | Y. Shimizu, T. Urata                             |
| 25261 -              | 1998 VX5     | 11 tháng 11 năm 1998 | Gekko                              | T. Kagawa                                        |
| 25262 -              | 1998 VL14    | 10 tháng 11 năm 1998 | Socorro                            | LINEAR                                           |
| 25263 -              | 1998 VM16    | 10 tháng 11 năm 1998 | Socorro                            | LINEAR                                           |
| 25264 Erickeen       | 1998 VP16    | 10 tháng 11 năm 1998 | Socorro                            | LINEAR                                           |
| 25265 -              | 1998 VR17    | 10 tháng 11 năm 1998 | Socorro                            | LINEAR                                           |
| 25266 Taylorkinyon   | 1998 VS20    | 10 tháng 11 năm 1998 | Socorro                            | LINEAR                                           |
| 25267 -              | 1998 VH21    | 10 tháng 11 năm 1998 | Socorro                            | LINEAR                                           |
| 25268 -              | 1998 VP23    | 10 tháng 11 năm 1998 | Socorro                            | LINEAR                                           |
| 25269 -              | 1998 VY23    | 10 tháng 11 năm 1998 | Socorro                            | LINEAR                                           |
| 25270 -              | 1998 VR27    | 10 tháng 11 năm 1998 | Socorro                            | LINEAR                                           |
| 25271 -              | 1998 VT27    | 10 tháng 11 năm 1998 | Socorro                            | LINEAR                                           |
| 25272 -              | 1998 VK32    | 14 tháng 11 năm 1998 | Reedy Creek                        | J. Broughton                                     |
| 25273 Barrycarole    | 1998 VN32    | 15 tháng 11 năm 1998 | Cocoa                              | I. P. Griffin                                    |
| 25274 -              | 1998 VE33    | 15 tháng 11 năm 1998 | Reedy Creek                        | J. Broughton                                     |
| 25275 Jocelynbell    | 1998 VF33    | 14 tháng 11 năm 1998 | Goodricke-Pigott                   | R. A. Tucker                                     |
| 25276 Dimai          | 1998 VJ33    | 15 tháng 11 năm 1998 | Pianoro                            | V. Goretti                                       |
| 25277 -              | 1998 VR34    | 14 tháng 11 năm 1998 | Uenohara                           | N. Kawasato                                      |
| 25278 -              | 1998 VD51    | 13 tháng 11 năm 1998 | Socorro                            | LINEAR                                           |
| 25279 -              | 1998 VF52    | 13 tháng 11 năm 1998 | Socorro                            | LINEAR                                           |
| 25280 -              | 1998 VY53    | 14 tháng 11 năm 1998 | Socorro                            | LINEAR                                           |
| 25281 -              | 1998 WP      | 16 tháng 11 năm 1998 | High Point                         | D. K. Chesney                                    |
| 25282 -              | 1998 WR      | 18 tháng 11 năm 1998 | Socorro                            | LINEAR                                           |
| 25283 -              | 1998 WU      | 17 tháng 11 năm 1998 | Oizumi                             | T. Kobayashi                                     |
| 25284 -              | 1998 WL2     | 17 tháng 11 năm 1998 | Catalina                           | CSS                                              |
| 25285 -              | 1998 WB7     | 17 tháng 11 năm 1998 | Uenohara                           | N. Kawasato                                      |
| 25286                | 1998 WC8     | 18 tháng 11 năm 1998 | Kushiro                            | S. Ueda, H. Kaneda                               |
| 25287 -              | 1998 WR9     | 28 tháng 11 năm 1998 | Đài thiên văn Zvjezdarnica Višnjan | K. Korlević                                      |
| 25288 -              | 1998 WM10    | 21 tháng 11 năm 1998 | Socorro                            | LINEAR                                           |
| 25289 -              | 1998 WE12    | 21 tháng 11 năm 1998 | Socorro                            | LINEAR                                           |
| 25290 Vibhuti        | 1998 WH14    | 21 tháng 11 năm 1998 | Socorro                            | LINEAR                                           |
| 25291 -              | 1998 WO16    | 21 tháng 11 năm 1998 | Socorro                            | LINEAR                                           |
| 25292 -              | 1998 WQ16    | 21 tháng 11 năm 1998 | Socorro                            | LINEAR                                           |
| 25293 -              | 1998 WS16    | 21 tháng 11 năm 1998 | Socorro                            | LINEAR                                           |
| 25294 Johnlaberee    | 1998 WA17    | 21 tháng 11 năm 1998 | Socorro                            | LINEAR                                           |
| 25295 -              | 1998 WK17    | 21 tháng 11 năm 1998 | Socorro                            | LINEAR                                           |
| 25296 -              | 1998 WD20    | 16 tháng 11 năm 1998 | Kashihara                          | F. Uto                                           |
| 25297 -              | 1998 WW20    | 18 tháng 11 năm 1998 | Socorro                            | LINEAR                                           |
| 25298 Fionapaine     | 1998 WB22    | 18 tháng 11 năm 1998 | Socorro                            | LINEAR                                           |
| 25299 -              | 1998 WX22    | 18 tháng 11 năm 1998 | Socorro                            | LINEAR                                           |
| 25300 Andyromine     | 1998 WE23    | 18 tháng 11 năm 1998 | Socorro                            | LINEAR                                           |